# Akyarma, Evciler
Akyarma là một xã thuộc huyện Evciler, tỉnh Afyonkarahisar, Thổ Nhĩ Kỳ. Dân số thời điểm năm 2011 là 330 người.